# Psaenythia annulata
Psaenythia annulata is een vliesvleugelig insect uit de familie Andrenidae. De wetenschappelijke naam van de soort is voor het eerst geldig gepubliceerd in 1868 door Gerstäcker.